# دوروتی داونپورت
دوروتی داونپورت (انگلیسی: Dorothy Davenport؛ ۱۳ مارس ۱۸۹۵ – ۱۲ اکتبر ۱۹۷۷) یک هنرپیشه، و کارگردان اهل ایالات متحده آمریکا بود. وی بین سال‌های ۱۹۱۰ تا ۱۹۵۶ میلادی فعالیت می‌کرد.